# Wolfgang Overath
Wolfgang Overath, född 29 september 1943, Siegburg, Tyskland, fotbollsspelare, mittfältare. Overath blev världsmästare med Västtyskland 1974 och tillhörde under 1960- och 1970-talet de bästa spelfördelarna i den västtyska fotbollen.

## Biografi
Overath kom tidigt fram som talang och spelade i det västtyska ungdomslaget där han debuterade 1960 och spelade i UEFA:s juniorturneringar 1961 och 1962. Wolfgang Overath kom fram som offensiv mittfältare i Bundesliga-laget 1. FC Köln och gjorde redan efter bara några ligamatcher debut i landslaget 1963. Våren 1964 följde segern i den första upplagan av Bundesliga med sex poängs försprång. 
I VM i fotboll 1966 var Overath en av de bästa mittfältarna liksom i VM i fotboll 1970. Han avgjorde bronsmatchen i VM 1970 genom att göra matchens enda mål. Overath sattes åt sidan till förmån för Günter Netzer när Västtyskland vann EM i fotboll 1972. 
Overath kom tillbaka på positionen som spelfördelare (playmaker) till VM i fotboll 1974 i konkurrens med Netzer. Overath hade innan turneringen gjort svaga insatser på positionen och kritiserades i pressen som framhöll Netzer, inte minst efter EM-segern 1972. När väl VM började kom Overath att bli ordinarie på mittfältet. Efter VM-segern slutade Overath i landslaget. Overath var inte bara en mycket skicklig spelare, han blev också känd för sitt temperament, vilket ofta slutade i schismer med tränare och medspelare. 
Efter karriären arbetade Overath för Adidas.
2004–2011 var Overath president i 1. FC Köln. Han har även varit drivande i staden Kölns kampanj för att bli en av spelorterna under VM i fotboll 2006.

## Meriter
- A-landskamper: 81 (17 mål) (1963-1974)
- VM i fotboll: 1966, 1970, 1974
  - VM-matcher: 19 (1966, 1970, 1974)
  - 1 guld (1974)
  - 1 silver (1966)
  - 1 brons (1970)

- Tysk mästare: 1964
- Tysk cupmästare: 1968, 1977